# Chapsa alborosella
Chapsa alborosella är en lavart som först beskrevs av William Nylander och som fick sitt nu gällande namn av Andreas Frisch. 
Chapsa alborosella ingår i släktet Chapsa och familjen Graphidaceae. Inga underarter finns listade i Catalogue of Life.